# Plants vs. Zombies
Plants vs. Zombies er en tower defense computerspilserie udviklet af PopCap Games. Det blev først udgivet til Windows og Mac OS X, men er senere også udgivet til stationære konsoller, håndholdte konsoller og mobiltelefoner. Spilleren har rollen som en husejer midt i en zombieapokalypse. Mens zombier nærmer sig via flere parallelle baner skal spilleren for at forsvare hjemmet placere planter, der skyder projektiler eller på anden måde skader zombierne. Spilleren samler en enhed kaldet "sun" for at kunne købe nye planter. Hvis en zombie når hen til huset i sin bane taber spilleren det spilleniveau. Serien følger bekendte af David "Crazy Dave" Blazing hvor de prøver at bruge hans planter til at forsvare sig moden invasion af zombier ledet af Dr. Edgar George Zomboss. Det første spil: Plants vs. Zombies (2009), blev udviklet og udgivet af PopCap Games. Dette firma blev efterfølgende købt af EA.

## Udgivelseshistorik
- 2009           Plants vs. Zombies
- 2011           Plants vs. Zombies: Social Edition
- 2012a          Plants vs. Zombies: Great Wall Edition
- 2012b          Plants vs. Zombies: China Edition
- 2013a          Plants vs. Zombies: Endless Edition
- 2013b          Plants vs. Zombies Adventures
- 2013c          Plants vs. Zombies Comics
- 2013d          Plants vs. Zombies 2: It's About Time
- 2014a          Plants vs. Zombies: Dragon Palace Edition
- 2014b          Plants vs. Zombies: Garden Warfare
- 2015           Plants vs. Zombies: Journey to the West
- 2016a          Plants vs. Zombies: Garden Warfare 2
- 2016b          Plants vs. Zombies Heroes
- 2019           Plants vs. Zombies: Battle for Neighborville
- 2024           Plants vs. Zombies 3: Welcome to Zomburbia

| computerspil | Spire Denne computerspilsrelaterede artikel er en spire som bør udbygges. Du er velkommen til at hjælpe Wikipedia ved at udvide den. |